# Opius filiflagellatus
Opius filiflagellatus är en stekelart som beskrevs av Fischer 1965. Opius filiflagellatus ingår i släktet Opius och familjen bracksteklar. Inga underarter finns listade i Catalogue of Life.